# نارسیسوس صورتی
نارسیسوس صورتی (به انگلیسی: Pink Narcissus) یک فیلم درام هنری به کارگردانی جیمز بیدگود است.